# Live It Up (Jennifer Lopez-låt)
"Live It Up" är en låt framförd av den amerikanska artisten Jennifer Lopez, inspelad till hennes kommande åttonde studioalbum. Den kubanska rapparen Pitbull medverkar som gästartist på spåret som skrevs av RedOne, Alex Papaconstantinou, Björn Djupström, Viktor Svensson, Pitbull, Achraf Janussi och Bilal "The Chef" Hajji. "Live It Up" innebär det tredje samarbetet mellan Lopez och Pitbull. Tidigare jobbade de ihop på hennes huvudsinglar "On the Floor" (2011) och "Dance Again" (2012) vilka båda blev kommersiella framgångar.
Lopez sjunger om att leva livet i låttexten som är menad att vara inspirerande. Hon stöttas av en danspop-produktion med elektroniska taktslag. Låten mottog mestadels positiv kritik av musikrecensenter som förutspådde att den skulle bli årets sommarhit. På finalen av American Idol den 16 maj 2013 framförde Lopez "Live It Up" för första gången. Följande dag släpptes låtens musikvideo. Den utspelar sig i Frankrike under en kaotisk modeshow och på en bekymmerslös strandfest.

## Bakgrund och utveckling
År 2013 skrev Lopez på för RedOnes eget skivbolag 2101 Records. Enligt en överenskommelse distribueras musiken av Capitol Records. Gerrick D. Kennedy från Los Angeles Times skrev att Lopez flytt till det nya skivbolaget inte "skulle förvåna någon" med tanke på RedOnes roll i artistens musikaliska comeback två år tidigare. I ett pressmeddelande sa musikproducenten; "En dröm har gått i uppfyllelse för mig. Det var otroligt att jobba med Jennifer på så många fantastiska låtar under de senaste två åren. Jag känner mig hedrad att hon är på mitt skivbolag. Hon är en kreativ inspiration och en global superstjärna som ger sitt allt i det hon gör. Vilket historiskt och fantastiskt sätt att starta 2101/Capitol."
Namnet på låten meddelades den 24 april 2013. Den tjänar som huvudsingel från hennes kommande åttonde studioalbum. Två dagar innan utgivningen läckte en kort, lågkvalitativ version ut på internet. Den 8 maj 2013 hade låten premiär på radiostationen WHTZ. Lopez berättade för radiovärden Elvis Duran att hon inte planerade att följa upp singeln med ett studioalbum. "Jag tror att vi istället kommer att ge ut den här och sedan några ytterligare singlar. Först efter det bestämmer vi albumets utgivningsdatum." Hon fortsatte; "Jag tror mer på exponering. Att låta det bli efterfråga på albumet med hjälp av bra singlar." Digital Spy avslöjade att skivans utgivningsdatum är planerad till november 2013. En video med låttexten laddades upp på Lopez' officiella VEVO-kanal och beskrevs som "färgstark och energisk" av The Huffington Post.

## Sammansättning
"Live It Up" är en danspop- och europop-låt som pågår i fyra minuter och tre sekunder (4:03). Det fest-inspirerade spåret komponerades av RedOne som också skrev texten tillsammans med Alex Papaconstantinou, Björn Djupström, Viktor Svensson, Pitbull, Achraf Janussi och Bilal "The Chef" Hajji. Carl Williot från webbplatsen Idolator noterade låtens "fest-vänliga" refräng och EDM-breakdown. Lopez' sång jämfördes med Beyoncé Knowles' sång från hennes singel "Run the World (Girls)". Det "energirika" spåret använder "pumpande" Electro-beats med kraftiga syntar. I styckets dansbreak hörs ljudbangar skapade med hjälp av dubstep. Pitbulls rappverser har sagts vara feministiska och är ofta skrytsamma om Lopez, vilket exempelvis kan höras i versen "You name it, she’s done it/She’s the reason that women run it".
"Live It Up" börjar med Pitbulls flerspråkiga verser som exempelvis "Jenny from the Block, let's rock" samt "She's screaming Y.O.L.O" och "We don't believe in defeat, what's why we're back for a threepeat". Den sistnämnda refererar till att duon åter samarbetar. Lopez framför "lustfyllda" verser och en euforisk refräng om att leva livet med meningar som "we can do anything we want" och "we're not stopping 'till we're done". Efter refrängen börjar en melodislinga där en röst uppmanar "Make love, don't fight. Let's fuck tonight", följt av ett dansbreak som beskrevs som "dundrande". I låtens andra vers sjunger Lopez; "Turn up this mother, and let it play/ I know you like my bumper, don't be ashamed/ Don't even wonder, it's just a game/We're rocking body to body let's go insane". Enligt Amy Sciarretto från PopCrush är "Live It Up" en "fullfjädrad klubbomb" som skulle "passa riktigt bra" ett album av David Guetta.

## Medias mottagande
Låten mottog mestadels positiv kritik av musikrecensenter. Sam Lansky från Idolator ansåg att låten var en "uppenbar sommar-smash" och "så bra som danspop blir". Han  prisade produktionen och melodin men var inte överförtjust i Pitbulls verser. Jason Lipshutz från Billboard kallade låten för en "dansfärdig sommarhit" och skrev att Lopez verkade ha "störtkul" när hon "slänger ut inspirerande fraser om att göra vad man känner för, inte sluta leva livet och inte ge upp". Han noterade också att "likt smällare, marshmallows och choklad har Lopez, Pitbull och RedOne visat sig vara en ostoppbar kombination." Gerrick D. Kennedy från Los Angeles Times ansåg att "Live It Up" var en "typisk europop-dänga" som RedOne säkert hade "snickrat ihop i sömnen". Han avslutade sin recension med att skriva att låten var "perfekt för sommaren". Natasha Shankar, en skribent vid She Knows Entertainment, tyckte att låten lät "tilltvingad" men beskrev den som "trallvänlig, vild och stark - precis som sångaren [Lopez] själv."
Amy Sciarretto från PopCrush skrev att låten troligtvis "kommer att remixas ett flertal gånger" och "dansa sig in i hem och klädaffärer". Sciarretto klargjorde att; "om det skulle finnas en låt som låter som Miami, skulle den här vinna". Hon ansåg att temat och melodierna var "typiska" för "J.Lo och Pitbull" men att de ändå hade tagit det hela ett steg längre med produktionen som bestod av "flera lager med syntar". Recensenten avslutade med att skriva; "I september, 2013, kommer låten att vara en sån som definierar de tre föregående månaderna." The New York Daily News skrev att "Live It Up" var "lite för lik "Dance Again", men ansåg att den ändå hade potential att bli en sommarplåga. Särskilt uppmärksammades versen "make love, don't fight/let's f—k tonight", vilken tidskriften trodde skulle bli en vedertagen fras. Digital Spys Robert Copsey var lika positiv men ansåg att det inte var förrän någon meddelade "Make love, don't fight/ Let's f**k tonight" som tillät den bli ett "oförutsägbart och färgstarkt nummer som får Nicki Minajs 'Starships' att blekna i jämförelse". Copsey höll inte med argumentet "har man hört ett av J.Lo, Pitbull och RedOnes samarbeten så har man hört alla." Han ansåg istället att "radiolyssnaren inte kommer att klaga om deras samarbete blir en årlig tradition."
Sugey Palomares från tidskriften Latina Magazine skrev; "Det här är tredje gången som J.Lo väljer att samarbeta med hitskaparen RedOne och Mr. Pitbull. Det är inte konstigt med tanke på framgångarna de delat tidigare. Vi tror verkligen på att det är 'tredje gången gillt' som gäller". Nate Jones från webbplatsen PopDust tyckte att ett ytterligare samarbete med Lopez och Pitbull var "konstigt". "Det här är ganska ovanligt för artister som inte är gifta eller aldrig har varit i något band tillsammans". Jones avslutade med att skriva; "Letar du efter ett sammanhang mellan Lopez och Pitbull hjälper det att tänka på Pitbull som en nördig tonårspojke och Lopez som sin väns heta äldre syster." Katie Hasty vid HitFix var negativ i sin recension av låten som hon kallade "billig". Hon skrev att den passade "riktmärkena" för en substanslös och lätt bortglömd sommarhit".

## Liveframträdanden

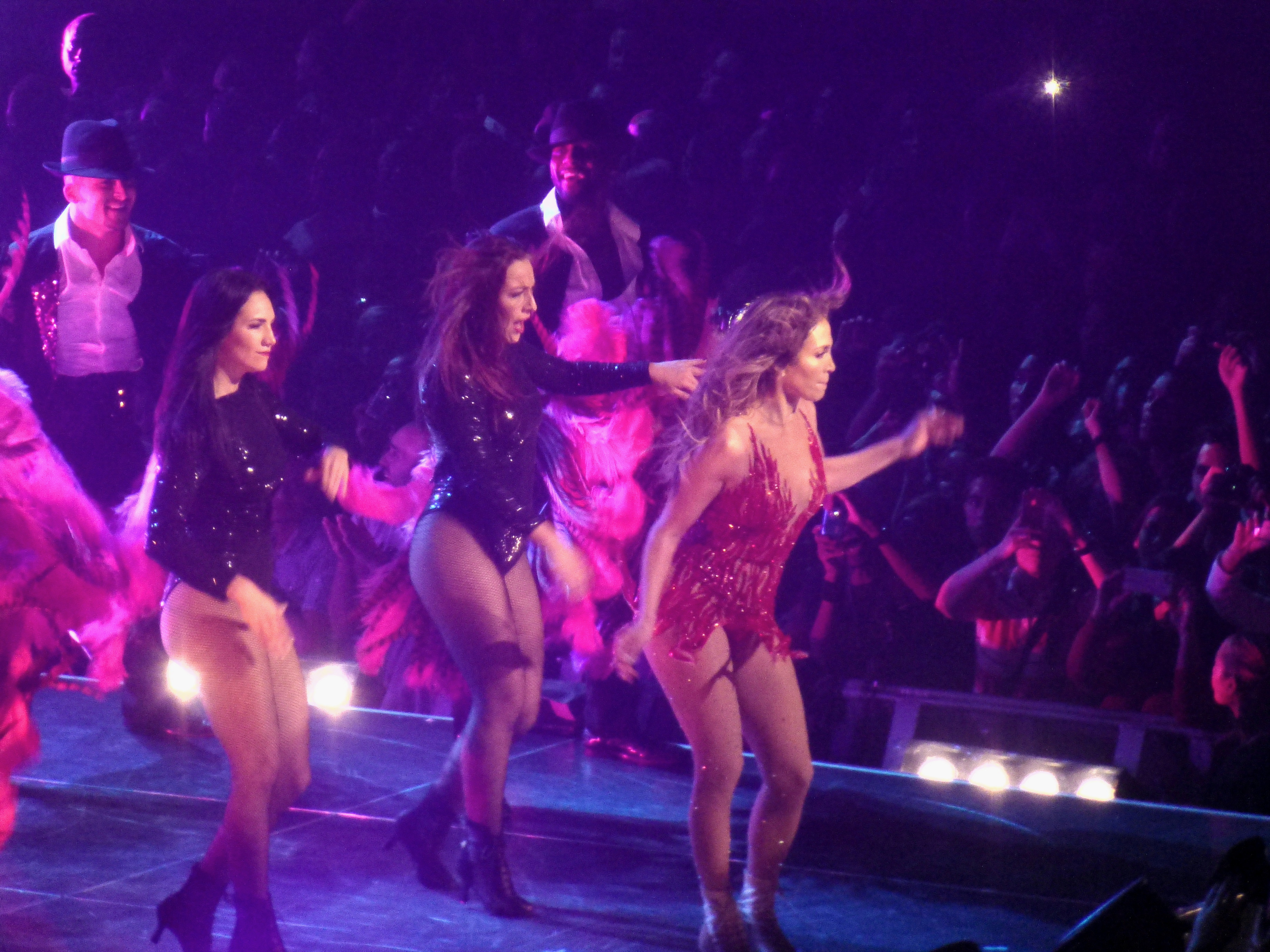
Klädesplagget som Lopez bar under sitt uppträdande vid The Billboard Music Awards jämfördes hennes röda utstyrsel från världsturnén Dance Again World Tour (ovan).

Lopez och Pitbull framförde låten för första gången vid finalen av American Idol den 16 maj 2013. Lopez hade tidigare varit domare i programmets tionde och elfte säsong. Numret började med ett talat intro av Lopez där hon utropade "Don't have regrets because at one time, everything you did was exactly what you wanted". Jenny Pickard vid HollywoodLife ansåg att uppträdandet var "välbalanserat" och sa; "[Lopez] balanserar sina förföriska danssteg med sången, som sitter rätt. Hon bar en åtsittande vit klänning med knähöga stövlar. Bakgrundsdansarna utövade akrobatik på gungor. Pickard noterade att artisten "gavs den bästa sändningstiden på TV - precis innan finalen av programmet". Amelia Proud från Daily Mail beskrev dansrutinerna i "Live It Up" som "energifulla" och "underhållande" och lovordade Lopez för att hon verkade ge sitt allt i uppträdandet. Hon uppskattade särskilt artistens entré och skrev, "Endast siluetten syns i det himmelska vita ljuset när hon svävar över scenen. Likt en glittrande Fenix ur ett bo av is reste hon sig över folkmassan". The Belfast Telegraph beskrev uppträdandet som en "ostoppbar show".
Lopez och Pitbulls nästa uppträdande var vid The Billboard Music Awards den 19 maj 2013. Iklädd en "eldigt" röd outfit bestående av en paljetterad body med befjädrade axelklaffar och matchande klackskor. Jessica Sager vid PopCrush sade att Lopez visade sina "legendariska" ben och rumpa under uppträdandet där "ingen i publiken eller vardagsrummet kunde sluta dansa". I flera ytterligare recensioner prisades uppträdandet.
Lopez kommer att framföra "Live It Up" när hon är planerad att vara huvudakt under Good Morning America:s sommarkonsert som hålls den 19 juli 2013.

## Kommersiell prestation
Den 13 maj 2013, debuterade "Live It Up" på plats 33 på Billboards Pop Songs, en förgreningslista för poplåtar. Singeln blev den näst högsta debuteringen på den topplistan under veckan. Låten tog sig även in på Billboard Hot 100 där den noterades på plats 73. Till dagens dato blir "Live It Up" Lopez' tjugotredje Hot 100-notering. Låten tog sig även in på listorna Dance/Electronic Digital Songs och Hot Digital Songs med en förstaveckasförsäljning på 43.000 exemplar.

## Musikvideo

### Bakgrund
Musikvideon till "Live It Up" var, enligt Lopez, en av de "roligaste" hon "någonsin gjort". Kort efter att Lopez skrev på sin twitter-sida "Är ni redo för vad som kommer?", meddelade koreografen Casper Smart att han, tillsammans med JR Taylor och Lyle Beniga, höll en uttagning till musikvideon. Videon regisserades av Jessy Terrero. Den 6 maj 2013, sågs Lopez, Pitbull och en grupp modell och dansare på stranden i Fort Lauderdale, Florida, när dom filmade videon. Under en intervju med Lopez och Rob Marciano från Entertainment Tonight hördes flera pistolskott i närheten. Lopez' säkerhetsvakter eskorterade henne från platsen med bil. Incidenten, som var orelaterad till skapandet av videon, inträffade 400 meter från platsen. Ingen skadades och polisen grep flera personer som misstänktes vara inblandade. Den 13 maj 2013, började Entertainment Tonight sin "J.Lo-vecka" där de visade intervjuer bakom kulisserna och exklusiva förhandsvisningar.

## Format och innehållsförteckningar
- Digital nedladdning

1. "Live It Up" (featuring Pitbull) - 4:02[46]

## Topplistor
| Lista (2013)                 | Topplacering |
| ---------------------------- | ------------ |
| Belgien (Ultratop Flandern)  | 66           |
| Belgien (Ultratop Wallonien) | 46           |
| Kanada (Canadian Hot 100)    | 16           |
| Frankrike (SNEP)             | 130          |
| Spanien (PROMUSICAE)         | 19           |
| USA (Billboard Hot 100)      | 62           |
| USA (Billboard Pop Songs)    | 31           |

## Utgivningshistorik
| Land           | Datum       | Format              | skivbolag                     |
| -------------- | ----------- | ------------------- | ----------------------------- |
| Argentina      | 8 maj 2013  | Digital nedladdning | Universal Music Group         |
| Australien     | 8 maj 2013  | Digital nedladdning | Universal Music Group         |
| Österrike      | 8 maj 2013  | Digital nedladdning | Universal Music Group         |
| Belgien        | 8 maj 2013  | Digital nedladdning | Universal Music Group         |
| Kanada         | 8 maj 2013  | Digital nedladdning | Universal Music Group         |
| Tjeckien       | 8 maj 2013  | Digital nedladdning | Universal Music Group         |
| Danmark        | 8 maj 2013  | Digital nedladdning | Universal Music Group         |
| Finland        | 8 maj 2013  | Digital nedladdning | Universal Music Group         |
| Frankrike      | 8 maj 2013  | Digital nedladdning | Universal Music Group         |
| Tyskland       | 8 maj 2013  | Digital nedladdning | Universal Music Group         |
| Japan          | 8 maj 2013  | Digital nedladdning | Universal Music Group         |
| Italien        | 8 maj 2013  | Digital nedladdning | Universal Music Group         |
| Nederländerna  | 8 maj 2013  | Digital nedladdning | Universal Music Group         |
| Nya Zeeland    | 8 maj 2013  | Digital nedladdning | Universal Music Group         |
| Norge          | 8 maj 2013  | Digital nedladdning | Universal Music Group         |
| Spanien        | 8 maj 2013  | Digital nedladdning | Universal Music Group         |
| Sverige        | 8 maj 2013  | Digital nedladdning | Universal Music Group         |
| Schweiz        | 8 maj 2013  | Digital nedladdning | Universal Music Group         |
| USA            | 8 maj 2013  | Digital nedladdning | 2101 Records, Capitol Records |
| USA            | 21 maj 2013 | Mainstream radio    | 2101 Records, Capitol Records |
| Irland         | 24 maj 2013 | Digital nedladdning | Universal Music Group         |
| Storbritannien | 26 maj 2013 | Digital nedladdning | Universal Music Group         |